# نايجل كوكس (رسام)
نايجل كوكس (بالإنجليزية: Nigel Cox)‏ هو رسام أيرلندي، ولد في 1959 في دوندالك في جمهورية أيرلندا.